# 陈开曾
陈开曾（？—2008年），上海人。中国人民解放军少将。
1990年7月，晋升为少将军衔。1999年8月至2001年7月，任总参谋部情报部部长。